# Márta Mészáros
Márta Mészáros (Budapest, 19 de septiembre de 1931) es una directora de cine y guionista húngara, considerada una de las mejores cineastas de la historia del cine del siglo XX. Sus trabajos formaron parte de la vanguardia artística del cine de autor en la Europa de los años 60 y 70.  Situó a las mujeres en papeles protagonistas en todas sus obras, en la que desarrollan un abanico de roles con temáticas como la maternidad, divorcios, machismo, alcoholismo, orfandad, memoria histórica, desigualdad de género, solidaridad entre mujeres, etc. además de la evolución de la Hungría socialista de la postguerra y los efectos del estalinismo en la vida privada de la población. Con la película Adopción (1975) se convirtió en la primera mujer en ganar un Oso de Oro en la Belinale. En 2021 la Academia de Cine Europeo premió su trayectoria. El National Film Institute de Hungría ha restaurado buena parte de su obra.

## Biografía
Nació en Budapest en 1931. Su padre fue el escultor comunista László Mészáros asesinado en 1936 durante las purgas estalinistas y su madre desapareció en 1942, durante la Segunda Guerra Mundial. Se quedó huérfana a los 10 años y creció sin padres. Emigró de niña a la URSS, volvió a Hungría y en los años 50 viajó a Moscú, donde se formó en la Universidad Guerasimov de Cinematografía donde tuvo entre sus maestros a Aleksandr Dovzhenko y Pudovkin, pasó por las mismas aulas que Otar Iosseliani, Kira Muratova, Serguéi Paradzhánov, Larisa Shepitko, Aleksandr Sokúrov o Andrei Tarkovsky. Regresó a Hungría en 1968 y comenzó a dirigir.

### Trayectoria como cineasta
Comenzó su carrera realizando cortos y documentales, realizando más de una treintena de trabajos. El primero se tituló Ellos sonríen de nuevo (1956), al que siguieron Los colores de Vassarely (1961), Cuidados y afecto (1963),  La ciudad de los pintores (1964), etc. 
En 1968 estrenó su primer largometraje, La muchacha (Eltavozott nap) (1968), considerada la primera película húngara dirigida por una mujer. Protagonizada por la cantante Kati Kovács la película plantea una crítica contra el machismo y el patriarcado en la sociedad rural húngara de la época.Obtuvo el Premio Especial del Jurado en el Festival Internacional de Cine de Valladolid. «Comenzaba una filmografía en la que la mujer, sea madre, hija, casada, soltera o viuda, es la protagonista. Obreras que trabajan en fábrica, estudian, cocinan, bailan, lloran y ríen. Pero también mujeres que sufren a causa del machismo, el patriarcado, los prejuicios sociales o la incomprensión ajena.» señala el historiador Raúl Navas.
En su siguiente película Vínculos (1969), narra la historia de una mujer que acaba de quedarse viuda y su arrepentimiento por no haberse divorciado. En este caso la protagonista pertenece a la jerarquía gubernamental.  Su siguiente película ¡No lloréis, preciosas! (1970) está protagonizada por jóvenes húngaros de clase trabajadora con un trasfondo de rebeldía, contracultura, conciertos de rock y folk. 
Con Desaparición (1973) muestra situaciones explícitas de violencia machista. En su inicio, vemos obreras trabajando en una fábrica, mujeres planteando reivindicaciones laborales tras acabar muy cansadas de una dura jornada de trabajo. El argumento se basa en una obrera textil que se enamora de un hombre de una familia acomodada de la llamada nomenclatura, una relación complicada por las diferencias sociales entre ambos.
El reconocimiento internacional le llega en 1975 con Adopción con la que se destaca en el Festival de Cine de Chicago y se convierte en la primera mujer en ganar un Oso de Oro en la Belinale.
Nueve meses (1976) es su primera película rodada en color premiada en Cannes y Berlín. Dos años después, en 1977 estrenó Dos mujeres, coproducción húngaro-francesa, protagonizada por Marina Vlady y Lili Monori, drama feminista, en el que dos mujeres, de distintas edad, conectan y se comprenden ante las actitudes machistas de sus maridos, desarrollando una estrecha complicidad y ayuda mutua.
En 1978 con Como en casa dedicada a su padre consigue la Concha de Plata a mejor dirección del Festival de San Sebastián. Su siguiente película Las herederas (1980) está protagonizada por Isabelle Huppert, una película con trasfondo sobre el auge del nazismo, racismo y antisemitismo, que aborda además la problemática de los vientres de alquiler que fue nominada a la Palma de Oro a mejor película en el Festival de Cannes de 1980.
La trilogía considerada autobiográfica rodada en los años 80 y ambientada en los cincuenta, se inició con Diario para mis hijos (1984), rodada en blanco y negro que ganó el Gran Premio del Festival de Cannes, Diario para mis amores (1987) premiada en el festival de Berlín y Diario para mis padres (1990)aborda también la denuncia contra el totalitarismo estalinista, evidenciando la importancia de la revolución húngara de 1956 para la cineasta. 
Otros trabajos en la década de 1980 son el documental Ave María, dedicado a la lucha diaria de quienes emigran a EE UU, que contó con la participación de Julie Christie y Adiós caperucita roja (1989).
En 1994 estrenó Foetus, abordando las dificultades de una madre precaria a la que su jefe le propone darle el hijo tras el parto a cambio de dinero. En 1996 dirigió A hetedik szoba, una producción italo-húngara sobre la vida de la monja y filósofa alemana Edith Stein, quien defendió el voto femenino y se opuso al nazismo, siendo detenida por la Gestapo y asesinada en Auschwitz en 1942. 
En A Szerencse lanyai (1999), se centra en una mujer empujada a ejercer la prostitución a causa de dificultades económicas. Cinco años después estrena The unburied man (2004), basada en la vida del líder comunista húngaro Imre Nagy, especialmente su detención, juicio y ejecución. En su siguiente película, Utolso jelentes Annarol (2009), sobre los colaboradores e informantes gubernamentales en la Hungría de los años 70. Tres años después se estrenó Hungrary 2011, una película de episodios realizada por once directores y directoras húngaras, entre las que figura Marta Maszáros, que critica abiertamente al gobierno de Viktor Orban. 
En 2017 dirigió la que es hasta el momento su última película: Aurora Borealis: Eszaki feny, absolutamente desconocida en España y cuyo reparto incluye al actor malagueño Antonio de la Torre.
En 2023 a sus más de 90 años dirigió un corto.

## Obra
El cine de Mészáros está considerado de gran calidad técnica, con influencias del cine soviético clásico y de la Nouvelle Vague francesa. Su trabajo a menudo combina detalles autobiográficos con material documental. Sus temáticas frecuentes incluyen la negación del pasado de los personajes, las consecuencias de la deshonestidad y la difícil situación de las mujeres, criticando el estereotipo de la mujer en el cine convertida en femme fatale o en una joven dulce, pasiva, sumisa y encantadora, de ahí que haya mostrado su interés por el cine de Bergman, Fellini y Ken Loach con mujeres reales como protagonistas.En sus películas explora temáticas como la maternidad, divorcios, machismo, alcoholismo, orfandad, memoria histórica, desigualdad de género, solidaridad entre mujeres, etc rompiendo el mito de la supuesta igualdad entre mujeres y hombres del que se vanagloriaba el comunismo.  En ella parecen heroínas de familias fragmentadas, como niñas que buscan a sus padres desaparecidos (Eltavozott nap) o mujeres de mediana edad que buscan alternativas de adopción (Adoption).
En su análisis sobre cine de Meszaros el historiador Raúl Navas señala: «No es un cine militante, ni anticapitalista. Pero si es un cine humano, alternativo, reivindicativo, progresista y feminista, en donde interactúan realidades de clase y género, y se invita a las mujeres a emanciparse, opinar con autonomía y tomar sus propias decisiones aun enfrentándose al sistema patriarcal tradicional.»
Su estilo es muy reconocible en la puesta en escena de sus películas, caracterizado por su elaboración de imágenes con una fuerte carga de sentido, tanto en el plano dramático como en el ideológico. Por otro lado, con el foco puesto en las expresiones faciales para desarrollar la trama, refleja su lado más intimista y personal.
Se trata de la «visión de una realizadora siempre comprometida a documentar los cambios de su sociedad a través de la mirada y los sentimientos de mujeres que no se dejan amedrentar por las circunstancias» (...) El cine de Mészáros es siempre personal, pero al revelar cómo la esfera pública interfiere en la privada, su obra se vuelve profundamente crítica y marcadamente política. Lo real y lo ficcional se mezclan para ofrecer un retrato fidedigno de su sociedad. […] Estamos ante una cineasta incorruptible que se exigió una misión vital: “dejar constancia de forma honesta de la era que me ha tocado vivir”. Y lo hizo siempre, desplegando un rico lenguaje cinematográfico, desde una perspectiva femenina: “si interpretas mis películas de forma estrictamente política, ves que trato las relaciones de poder de forma muy diferente a como lo hacen los directores hombres” señala Lost & Found añadiendo que «Sus filmes son, en efecto, personales, políticos, honestos, feministas y auténticos.»
Forma parte de la generación de directoras como la sueca Mai Zetterling, las italianas Liliana Cavani y Lina Wertmüller y las francesas  Yannick Bellon y Agnès Varda, a la que consideraba una de sus realizadoras preferidas que se interesaron por la situación de las mujeres y por las condiciones materiales, espirituales, morales e incluso psicológicas de su existencia.
Su trabajo cayó en el olvido a causa del doble estigma de ser directora del Este y de ser mujer. A pesar de sus triunfos en la década de los 70 y 80 su nombre poco a poco cayó en el olvido hasta la decisión del National Film Institute de Hungría de restaurar buena parte de su obra, lo que, unido al premio a su carrera que la Academia del Cine Europeo le concedió en 2021, ha logrado ponerla de nuevo en el mapa.

## Filmografía

### Largometrajes
| Año  | Título                                              | Directora | Guionista |
| ---- | --------------------------------------------------- | --------- | --------- |
| 1968 | La muchacha                                         | Sí        | Sí        |
| 1969 | Vínculos - Holdudvar                                | Sí        | Sí        |
| 1970 | ¡No lloréis, preciosas! - Szép lányok, ne sírjatok! | Sí        | No        |
| 1973 | Desarición - Szabad lélegzet/Riddance               | Sí        | Sí        |
| 1973 | Szeptember végén                                    | Sí        | No        |
| 1975 | Adopción                                            | Sí        | Sí        |
| 1976 | Nueve meses - Kilenc hónap                          | Sí        | Sí        |
| 1977 | Dos mujeres                                         | Sí        | Sí        |
| 1978 | Como en casa - Olyan mint otthon                    | Sí        | Sí        |
| 1979 | Útközben/On the Move                                | Sí        | Sí        |
| 1980 | Las herederas                                       | Sí        | Sí        |
| 1981 | Anna                                                | Sí        | Sí        |
| 1983 | Délibábok országa                                   | Sí        | No        |
| 1984 | Diario para mis hijos                               | Sí        | Sí        |
| 1987 | Diario para mis amores                              | Sí        | Sí        |
| 1989 | Bye bye chaperon rouge                              | Sí        | Sí        |
| 1990 | Diario para mis padres                              | Sí        | Sí        |
| 1992 | Edith és Marlene                                    | Sí        | No        |
| 1994 | Foetus                                              | Sí        | Sí        |
| 1996 | A hetedik szoba                                     | Sí        | Sí        |
| 1998 | Három dátum                                         | Sí        |           |
| 1999 | A Szerencse lányai                                  | Sí        | Sí        |
| 2000 | Kisvilma - Az utolsó napló                          | Sí        | Sí        |
| 2004 | The Unburied Man                                    | Sí        | Sí        |
| 2009 | Utolsó jelentés Annáról                             | Sí        | Sí        |
| 2011 | Ármány és szerelem Anno 1951                        | Sí        | Sí        |
| 2017 | Aurora Borealis                                     | Sí        | Sí        |

### Cortos
- ...és újtra mosolyognak/...And Smile Again (1954)
- Albertfalvai történetek (1955)
- Mindennapi történet (1955)
- Túl a Cálvin téren (1955)
- Országutak vándora (1956)
- Sa zîmbeasca toti copii (1957 documentary)
- Popas în tabara de vara (1958 documentary)
- Az élet megy tovább/Life Goes On (1959)
- Tomorrow's Shift (1959 documentary)
- Az eladás müvészete (1960)
- Szerkezettervezés/Structural Design (1960)
- Az öszibarack termesztése (1960)
- Egy TSZ elnökröl (1960)
- Rajtunk is múlik (1960)
- A szár és gyökér fejlödése/The Stem and Root Development (1961)
- Danulongyártás (1961)
- Szívdobogás/Heartbeat (1961)
- Vásárhelyi színek (1961)
- A labda varázsa (1962)
- Gyerekek - könyvek (1962)
- Kamaszváros (1962)
- Nagyüzemi tojástermelés (1962)
- Tornyai János (1962)
- 1963. július 27, szombat (1963)
- Munka vagy hiratás (1963)
- Szeretet/Love (1963)
- Bóbita (1964)
- Festök városa - Szentendre (1964)
- Kiáltó/Crying (1964)
- 15 perc - 15 évröl (1965)
- Borsos Miklós (1966 documentary)
- Harangok városa - Veszprém/City of Bells (1966)
- Mészáros László emlékére (1968)
- A lörinci fonóban (1971)
- Ave Maria (1986 documentary)
- The Miraculous Manderin (2001)
- Magyarország 2011 (segment, 2012)

## Premios y distinciones
Festival Internacional de Cine de Berlín
| Año  | Categoría                                     | Película               | Resultado |
| ---- | --------------------------------------------- | ---------------------- | --------- |
| 1975 | Oso de Oro                                    | Adopción               | Ganadora  |
| 1987 | Oso de Plata por un logro único sobresaliente | Diario para mis amores | Ganadora  |

- 1976 por Nueve meses Premio FIPRESCI en el festival de Cannes
- 1979 por Como en casa Concha de Plata del Festival Internacional de Cine de San Sebastián
- 1984 por Diario para mis hijos  Gran Premio del Jurado del festival de Cannes
- 1991 fue miembro del jurado del 17º Festival Internacional de Cine de Moscú.[1][15]
- 1995 Premio Elvira Notari: Márta Mészáros & Maia Morgenstern por Siódmy pokój
- 2007 premio al conjunto de su carrera en la Berlinale
- 2017 Festival de Chicago Mejor Película Extranjera por Aurora Borealis: Északi fény
- 2019 galardón Mikeldi de Honor en el Festival de Cine Documental y Cortometraje de Bilbao
- 2021 premio otorgado por la Academia del Cine Europeo

En marzo de 2024 con motivo de la conmemoración del Día Internacional de la Mujer, la Cineteca Nacional de México programó junto al gobierno de Hungría un ciclo con sus películas.
Buena parte de su filmografía ha sido restaurada por el National Film Institute de Hungría.